# Rajd Taurus 1974
Rajd Taurus 1974 (13. Int. Taurus Rally) – 13. edycja rajdu samochodowego Rajd Taurus rozgrywanego na Węgrzech. Rozgrywany był od 30 do 31 sierpnia 1974 roku. Była to dziewiętnasta runda Rajdowych Mistrzostw Europy w roku 1974 oraz piątą rundą Rajdowego Pucharu Pokoju i Przyjaźni w roku 1974.

## Klasyfikacja rajdu
| Miejsce                      | Kierowca                     | Pilot                        | Samochód                          | Czas                         | Strata                       |                              |
| Klasyfikacja generalna i ERC | Klasyfikacja generalna i ERC | Klasyfikacja generalna i ERC | Klasyfikacja generalna i ERC      | Klasyfikacja generalna i ERC | Klasyfikacja generalna i ERC | Klasyfikacja generalna i ERC |
| ---------------------------- | ---------------------------- | ---------------------------- | --------------------------------- | ---------------------------- | ---------------------------- | ---------------------------- |
| 1.                           | Franz Wittmann sen.          | Georg Hopf                   | BMW 2002 Ti                       | 2:14:45                      | 0.0                          |                              |
| 2.                           | Georg Fischer                | Oswald Schurek               | BMW 2002 Tii                      | 2:15:25                      | +40                          |                              |
| 3.                           | Vladimír Hubáček             | Stanislav Minářík            | Alpine-Renault A110               | 2:21:40                      | +6:55                        |                              |
| 4.                           | Maciej Stawowiak             | Jan Czyżyk                   | Polski Fiat 125p 1600 Monte Carlo | 2:25:08                      | +10:23                       |                              |
| 5.                           | Krzysztof Komornicki         | Jacek Różański               | Polski Fiat 125p 1600 Monte Carlo | 2:28:26                      | +13:41                       |                              |
| 6.                           | Leo Pavlík                   | Miloslav Čermák              | Škoda 120 S                       | 2:29:03                      | +14:18                       |                              |
| 7.                           | Horst Hohlheimer             | Rudolf Huber                 | Fiat 128 Sport Coupé              | 2:31:11                      | +16:26                       |                              |
| 8.                           | Josef Sivík                  | Hana Kyjánková               | Škoda 120 S                       | 2:32:51                      | +18:06                       |                              |
| 9.                           | Yordan Toplodolski           | Vladimir Iliev               | Renault 12 Gordini                | 2:32:52                      | +18:07                       |                              |
| 10.                          | Karl-Heinz Gerber            | Gerhard Verlaan              | BMW 2002                          | 2:33:15                      | +18:30                       |                              |
| Klasyfikacja CoPaF           |                              |                              |                                   |                              |                              |                              |
| 1.                           | Vladimír Hubáček             | Stanislav Minářík            | Alpine-Renault A110               | 2:21:40                      | 0.00                         |                              |
| 2.                           | Maciej Stawowiak             | Jan Czyżyk                   | Polski Fiat 125p 1600 Monte Carlo | 2:25:08                      | +3:28                        |                              |
| 3.                           | Krzysztof Komornicki         | Jacek Różański               | Polski Fiat 125p 1600 Monte Carlo | 2:28:26                      | +6:46                        |                              |
| 4.                           | Leo Pavlík                   | Miloslav Čermák              | Škoda 120 S                       | 2:29:03                      | +7:23                        |                              |
| 5.                           | Josef Sivík                  | Hana Kyjánková               | Škoda 120 S                       | 2:32:51                      | +11:11                       |                              |
| 6.                           | Yordan Toplodolski           | Vladimir Iliev               | Renault 12 Gordini                | 2:32:52                      | +11:12                       |                              |